# Zamia gomeziana
Zamia gomeziana là một loài thực vật hạt trần trong họ Zamiaceae. Loài này được R.H.Acuña mô tả khoa học đầu tiên năm 2010.